# Jan Kromkamp
Jan Kromkamp (Makkinga, 17 agosto 1980) è un ex calciatore olandese, di ruolo difensore o centrocampista.

## Caratteristiche tecniche
Era un terzino che agiva sulla fascia destra, valido maggiormente dal punto di vista fisico che non tecnico. Le sue qualità principali erano la corsa e l'abilità nel recuperare palloni, alle quali abbinava potenza fisica e resistenza. Grazie alla sua duttilità, all'occorrenza poteva essere schierato anche come centrale di difesa o mediano di rottura.

## Carriera

### Club
Ha debuttato da professionista con il Go Ahead Eagles, in Eerste Divisie, nel settembre del 1998. Nel 2000 è andato all'AZ Alkmaar, con cui ha raggiunto la semifinale di Coppa UEFA nel 2005. Nella prima parte della stagione 2005-2006 ha giocato con il Villarreal, ma, il 29 dicembre 2005, in seguito ad uno scambio, è andato in prestito al Liverpool. Con i Reds ha fatto in tempo a vincere una FA Cup (2006), prima di essere comprato dal PSV Eindhoven e di ritornare in Olanda, il 31 agosto.

### Nazionale
Kromkamp ha esordito nel 2004 con la nazionale olandese, e conta 11 presenze. Nell'estate 2006 ha fatto parte dei 23 oranje convocati per il Mondiale in Germania.

## Statistiche

### Club
| Club            | Stagione | Eerste Div.      | Eerste Div.      | Coppa d'Ol.  | Coppa d'Ol.  | Europa | Europa | Totale | Totale |
| Club            | Stagione | Pres             | Gol              | Pres         | Gol          | Pres   | Gol    | Pres   | Gol    |
| --------------- | -------- | ---------------- | ---------------- | ------------ | ------------ | ------ | ------ | ------ | ------ |
| Go Ahead Eagles | 1999-00  | 33               | 4                |              |              | 0      | 0      | 33     | 4      |
| Go Ahead Eagles | 1998-99  | 28               | 1                |              |              | 0      | 0      | 28     | 1      |
| Club            | Stagione | Eredivisie       | Eredivisie       | Coppa d'Ol.  | Coppa d'Ol.  | Europa | Europa | Totale | Totale |
| Club            | Stagione | Pres             | Gol              | Pres         | Gol          | Pres   | Gol    | Pres   | Gol    |
| AZ Alkmaar      | 2004-05  | 27               | 1                |              |              | 12     | 0      | 39     | 1      |
| AZ Alkmaar      | 2003-04  | 34               | 0                |              |              | 0      | 0      | 34     | 0      |
| AZ Alkmaar      | 2002-03  | 25               | 2                |              |              | 0      | 0      | 25     | 2      |
| AZ Alkmaar      | 2001-02  | 22               | 1                | 1            | 0            | 0      | 0      | 23     | 1      |
| AZ Alkmaar      | 2000-01  | 25               | 2                |              |              | 0      | 0      | 25     | 2      |
| Club            | Stagione | Primera División | Primera División | Coppa del Re | Coppa del Re | Europa | Europa | Totale | Totale |
| Club            | Stagione | Pres             | Gol              | Pres         | Gol          | Pres   | Gol    | Pres   | Gol    |
| Villarreal      | 2005-06  | 6                | 0                | 0            | 0            | 5      | 0      | 11     | 0      |
| Club            | Stagione | PremierLeague    | PremierLeague    | FA Cup       | FA Cup       | Europa | Europa | Totale | Totale |
| Club            | Stagione | Pres             | Gol              | Pres         | Gol          | Pres   | Gol    | Pres   | Gol    |
| Liverpool       | 2006-07  | 1                | 0                | 0            | 0            | 0      | 0      | 1      | 0      |
| Liverpool       | 2005-06  | 13               | 0                | 4            | 0            | 0      | 0      | 17     | 0      |
| Club            | Stagione | Eredivisie       | Eredivisie       | Coppa d'Ol.  | Coppa d'Ol.  | Europa | Europa | Totale | Totale |
| Club            | Stagione | Pres             | Gol              | Pres         | Gol          | Pres   | Gol    | Pres   | Gol    |
| PSV             | 2007-08  | 26               | 1                | 1            | 0            | 9      | 0      | 36     | 1      |
| PSV             | 2006-07  | 28               | 0                | 3            | 0            | 8      | 1      | 39     | 1      |
| Totale          |          | 257              | 12               | 7            | 0            | 29     | 1      | 293    | 13     |

### Cronologia presenze e reti in nazionale
| Cronologia completa delle presenze e delle reti in nazionale ― Paesi Bassi | Cronologia completa delle presenze e delle reti in nazionale ― Paesi Bassi | Cronologia completa delle presenze e delle reti in nazionale ― Paesi Bassi | Cronologia completa delle presenze e delle reti in nazionale ― Paesi Bassi | Cronologia completa delle presenze e delle reti in nazionale ― Paesi Bassi | Cronologia completa delle presenze e delle reti in nazionale ― Paesi Bassi | Cronologia completa delle presenze e delle reti in nazionale ― Paesi Bassi | Cronologia completa delle presenze e delle reti in nazionale ― Paesi Bassi |
| Data                                                                       | Città                                                                      | In casa                                                                    | Risultato                                                                  | Ospiti                                                                     | Competizione                                                               | Reti                                                                       | Note                                                                       |
| -------------------------------------------------------------------------- | -------------------------------------------------------------------------- | -------------------------------------------------------------------------- | -------------------------------------------------------------------------- | -------------------------------------------------------------------------- | -------------------------------------------------------------------------- | -------------------------------------------------------------------------- | -------------------------------------------------------------------------- |
| 18-8-2004                                                                  | Stoccolma                                                                  | Svezia                                                                     | 2 – 2                                                                      | Paesi Bassi                                                                | Amichevole                                                                 | -                                                                          | 70’                                                                        |
| 9-2-2005                                                                   | Birmingham                                                                 | Inghilterra                                                                | 0 – 0                                                                      | Paesi Bassi                                                                | Amichevole                                                                 | -                                                                          |                                                                            |
| 26-3-2005                                                                  | Bucarest                                                                   | Romania                                                                    | 0 – 2                                                                      | Paesi Bassi                                                                | Qual. Mondiali 2006                                                        | -                                                                          |                                                                            |
| 30-3-2005                                                                  | Eindhoven                                                                  | Paesi Bassi                                                                | 2 – 0                                                                      | Armenia                                                                    | Qual. Mondiali 2006                                                        | -                                                                          |                                                                            |
| 17-8-2005                                                                  | Rotterdam                                                                  | Paesi Bassi                                                                | 2 – 2                                                                      | Germania                                                                   | Amichevole                                                                 | -                                                                          | 46’                                                                        |
| 3-9-2005                                                                   | Erevan                                                                     | Armenia                                                                    | 0 – 1                                                                      | Paesi Bassi                                                                | Qual. Mondiali 2006                                                        | -                                                                          | 60’ 63’                                                                    |
| 8-10-2005                                                                  | Praga                                                                      | Rep. Ceca                                                                  | 0 – 2                                                                      | Paesi Bassi                                                                | Qual. Mondiali 2006                                                        | -                                                                          | 10’ 84’                                                                    |
| 12-11-2005                                                                 | Amsterdam                                                                  | Paesi Bassi                                                                | 1 – 3                                                                      | Italia                                                                     | Amichevole                                                                 | -                                                                          | 61’                                                                        |
| 27-5-2006                                                                  | Rotterdam                                                                  | Paesi Bassi                                                                | 1 – 0                                                                      | Camerun                                                                    | Amichevole                                                                 | -                                                                          |                                                                            |
| 1-6-2006                                                                   | Eindhoven                                                                  | Paesi Bassi                                                                | 2 – 1                                                                      | Messico                                                                    | Amichevole                                                                 | -                                                                          |                                                                            |
| 4-6-2006                                                                   | Rotterdam                                                                  | Paesi Bassi                                                                | 1 – 1                                                                      | Australia                                                                  | Amichevole                                                                 | -                                                                          | 46’                                                                        |
| Totale                                                                     |                                                                            | Presenze                                                                   | 11                                                                         |                                                                            | Reti                                                                       | 0                                                                          |                                                                            |